# The Works (スタジオ)
The Works（ザ・ワークス）は、イギリスのリーズに拠点を置くデザイン事務所である。

## 概要
1989年に設立された。現在は様々なスポーツ国際大会の公式ロゴのデザインの提供や映像デモ制作を行なっている。
最近では、2010 FIFAワールドカップやUEFAチャンピオンズリーグの公式ロゴデザイン、UEFA欧州選手権の公式デモ制作などサッカーの主要国際大会に関するデザインの提供を多数行なっている。

## 主な制作作品

### 公式デザイン
- UEFAスーパーカップ
- FIBA世界選手権2010
- UEFAチャンピオンズリーグ 2007-08
- ロシア音楽祭2009[1]
- UEFAカップ 2008-09決勝[2]
- UEFA[3]
- UEFA欧州女子選手権2009[4]
- UEFA女子チャンピオンズリーグ[5]
- 2010 FIFAワールドカップ[6]
- UEFAチャンピオンズリーグ 2009-10[7]
- NBAゲームズ・ヨーロッパ2011[8]
- 2011年バレーボール・ワールドリーグ[9]
- ヨーロッパラグビーカップ(ERC)[10]
- FIBA2011年主要国際大会[11]
- IAAF100年周年記念事業[12][13]
- UEFAチャンピオンズリーグ 2011-12[14]
- 2014 FIFAワールドカップ[15]
- 2015 WBSC U-18ワールドカップ[16]
- 2015 WBSCプレミア12[17]

### 公式映像デモ
- UEFA欧州選手権2008[18]
- UEFA欧州女子選手権2009[19]
- UEFAヨーロッパリーグ[20]
- UEFAフットサル選手権2010
- UEFAシアター・オブ・チャンピオンズ2011[21]
- NBA[22]
- ヨーロッパラグビーカップ(ERC)[23]